# José Antonio Reyes
José Antonio Reyes Calderón (Utrera, 1º settembre 1983 – Alcalá de Guadaíra, 1º giugno 2019) è stato un calciatore spagnolo, di ruolo centrocampista.
Nel corso della sua carriera ha vestito, tra le altre, le maglie di Siviglia, Arsenal, Real Madrid, Atlético Madrid, Benfica ed Espanyol, vincendo una Premier League (2004), una FA Cup (2005), una Supercoppa inglese (2004), una Liga (2007), una Coppa di Lega portoghese (2009), cinque UEFA Europa League (2010, 2012, 2014, 2015, 2016) e una Supercoppa UEFA (2010). Detiene il primato personale di vittorie in Europa League, avendo conquistato complessivamente cinque edizioni del trofeo: due con l'Atlético Madrid e tre (consecutive) con il Siviglia.

## Biografia
Nasce nel 1983 ad Utrera da una famiglia di origine gitana. Nel 2017 ha sposato Noelia López, dalla quale ha avuto due figlie, Noelia e Triana. Da una precedente relazione è nato José Antonio Jr., che nel 2019 è entrato nel settore giovanile del Real Madrid e nel 2023 ha firmato il primo contratto da professionista.
Reyes è morto la mattina del 1º giugno 2019 all'età di trentacinque anni, dopo essere rimasto coinvolto in un incidente stradale nei pressi di Alcalá de Guadaíra, località vicina al suo paese natale di Utrera: mentre viaggiava ad alta velocità al volante della sua auto in compagnia di due cugini, uno pneumatico sarebbe esploso, causando l'uscita della macchina dalla carreggiata, il suo ribaltamento ed il suo successivo incendio.

## Caratteristiche tecniche
Mancino naturale, era un'ala destra ma all'occorrenza poteva essere impiegato anche come ala sinistra oppure trequartista. In virtù delle sue notevoli abilità tecniche, era soprannominato La perla di Utrera.

## Carriera

### Club

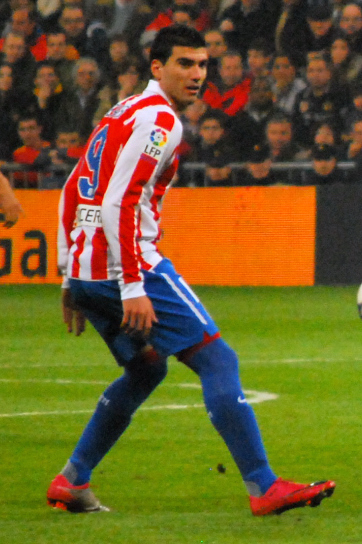
Reyes con la maglia dell' nel 2011.

Giocatore molto tecnico, mancino, cresce calcisticamente nella cantera del Siviglia, squadra con la quale, a 16 anni, debutta in prima divisione. Reyes vanta presenze in tutte le selezioni nazionali del suo paese, avendo giocato con la maglia dell'Under-16, Under-19 e Under-21 prima della Nazionale maggiore. Vanta peraltro nel suo palmarès un campionato europeo vinto con la Selección Under-19 spagnola.
Dopo 86 presenze e 21 gol nella Liga, nel corso del mercato di gennaio della stagione 2003-2004 si trasferisce nella compagine inglese dell'Arsenal per la cospicua cifra di 35 milioni di euro. Con la maglia dei Gunners Reyes esordisce il 31 gennaio 2004 contro il Manchester City e lo stesso anno vince la Premier League, togliendosi la soddisfazione di essere il primo spagnolo a vincere il campionato inglese. Nel 2005 conquista poi con i suoi compagni la FA Cup e nel 2006 raggiunge la finale della UEFA Champions League, perdendola contro il Barcellona.

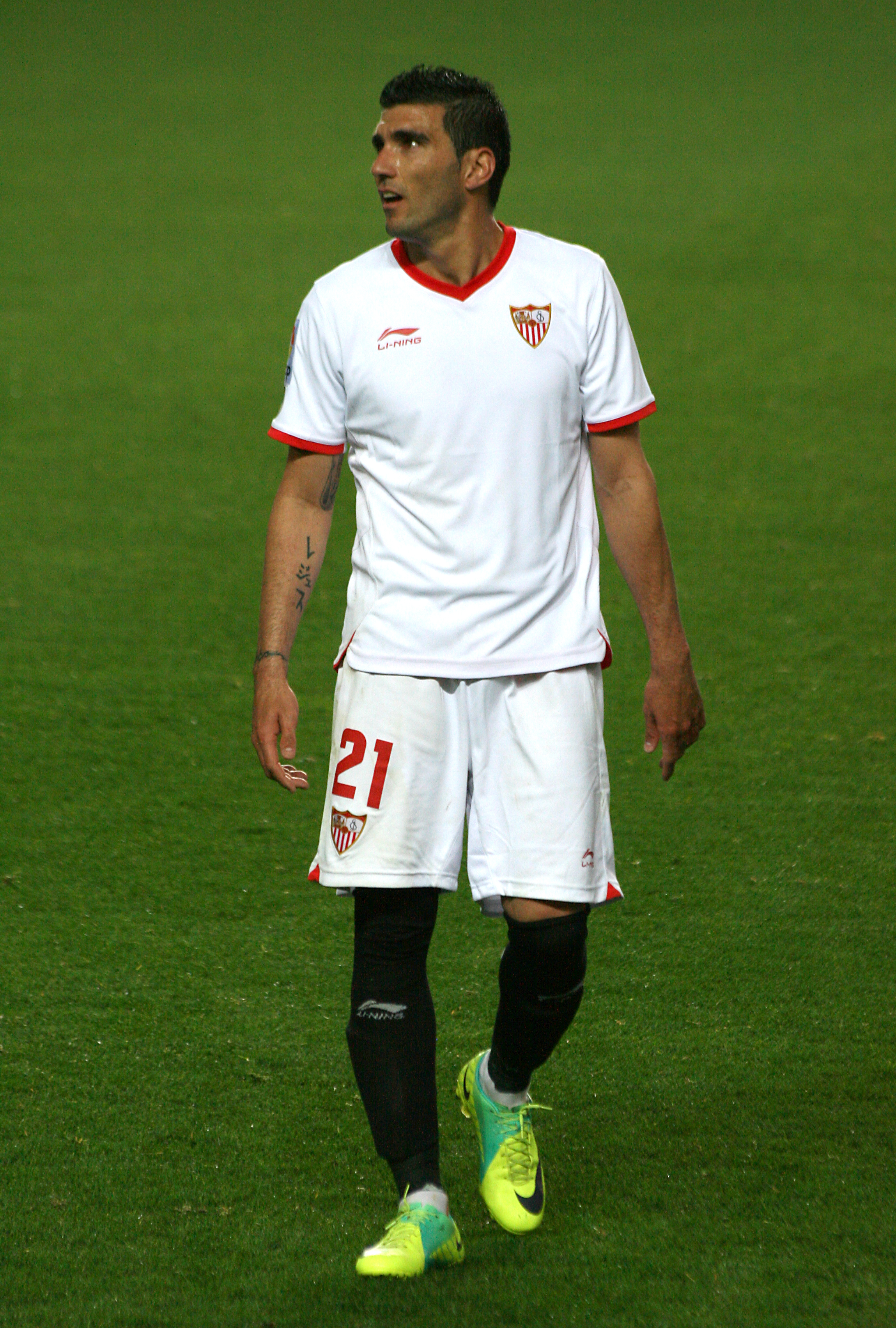
José Antonio Reyes con la maglia del nel 2012.

Nell'estate 2006 viene ceduto in prestito (in cambio di Júlio Baptista) al Real Madrid, dopo tre stagioni all'Arsenal nelle quali alcuni pensano che sia stato oscurato dal connazionale Cesc Fàbregas. Nell'estate del 2007 passa all'Atlético Madrid mentre un anno dopo passa in prestito al club portoghese del Benfica. Finito il periodo di prestito, fa nuovamente ritorno all'Atlético. Il 27 agosto 2010 ha segnato la rete del vantaggio nella finale della Supercoppa europea disputata a Monte Carlo contro l'Inter e terminata 2-0 per i Colchoneros.
Dopo aver passato la prima parte di stagione giocando pochissimo, il 5 gennaio 2012, è ufficiale il suo ritorno al Siviglia, società dove è cresciuto e ha iniziato la sua carriera da professionista. Vince tre edizioni consecutive dell'Europa League (2013-2014, 2014-2015 e 2015-2016) giocando la finale dell'UEFA Europa League 2014-2015 contro il Dnipro da capitano.
Il 1º giugno 2016 risolve il contratto che lo legava al club andaluso. Il 28 giugno seguente firma un biennale con l'Espanyol, ma il 22 maggio 2017 la società catalana comunica che il giocatore lascerà il club al termine della prima stagione, dopo aver collezionato 23 presenze totali con quattro reti.
Dopo aver lasciato l'Espanyol, il 30 gennaio 2018, firma da svincolato per il Córdoba Club de Fútbol, dove gioca 17 partite segnando un gol nella Segunda División. Nell'estate 2018 viene ceduto a titolo gratuito alla società cinese Xinjiang Tianshan Xuebao, club della seconda divisione cinese. Il 22 gennaio 2019, insieme all'ex compagno dei tempi del Siviglia Diego Capel, si trasferisce all'Extremadura, firmando un contratto di 5 mesi.

### Nazionale
Compie tutta la trafila delle nazionali giovanili spagnole. Successivamente, ha fatto parte della selezione Under-21 spagnola dal 2002 al 2003, con 7 presenze e 3 gol.
Debutta con la maglia della nazionale spagnola il 6 settembre 2003, nell'amichevole contro il Portogallo, durante la sua avventura con la nazionale è stato comunque spesso utilizzato dal commissario tecnico. Nel corso dei Mondiali di Germania 2006 faceva parte della rosa delle furie rosse.

## Statistiche
Tra club, nazionale maggiore e nazionali giovanili, Reyes ha totalizzato globalmente 695 presenze segnando 115 reti, alla media di 0,16 gol a partita.

### Presenze e reti nei club
Statistiche aggiornate al 18 maggio 2019.
| Stagione               | Squadra                | Campionato             | Campionato | Campionato | Coppe nazionali | Coppe nazionali | Coppe nazionali | Coppe continentali | Coppe continentali | Coppe continentali | Altre coppe | Altre coppe | Altre coppe | Totale | Totale |
| Stagione               | Squadra                | Comp                   | Pres       | Reti       | Comp            | Pres            | Reti            | Comp               | Pres               | Reti               | Comp        | Pres        | Reti        | Pres   | Reti   |
| ---------------------- | ---------------------- | ---------------------- | ---------- | ---------- | --------------- | --------------- | --------------- | ------------------ | ------------------ | ------------------ | ----------- | ----------- | ----------- | ------ | ------ |
| 1999-2000              | Siviglia Atlético      | SDB                    | 32         | 1          | -               | -               | -               | -                  | -                  | -                  | -           | -           | -           | 32     | 1      |
| 1999-2000              | Siviglia               | PD                     | 1          | 0          | CR              | 0               | 0               | -                  | -                  | -                  | -           | -           | -           | 1      | 0      |
| 2000-2001              | Siviglia               | SD                     | 1          | 0          | CR              | 1               | 0               | -                  | -                  | -                  | -           | -           | -           | 2      | 0      |
| 2001-2002              | Siviglia               | PD                     | 29         | 8          | CR              | 1               | 0               | -                  | -                  | -                  | -           | -           | -           | 30     | 8      |
| 2002-2003              | Siviglia               | PD                     | 34         | 9          | CR              | 4               | 2               | -                  | -                  | -                  | -           | -           | -           | 38     | 11     |
| 2003-gen. 2004         | Siviglia               | PD                     | 21         | 5          | CR              | 4               | 1               | CU                 | 0                  | 0                  | -           | -           | -           | 25     | 6      |
| gen.-giu. 2004         | Arsenal                | PL                     | 13         | 2          | FACup+CdL       | 4+0             | 2+0             | UCL                | 4                  | 1                  | CS          | 0           | 0           | 21     | 5      |
| 2004-2005              | Arsenal                | PL                     | 30         | 9          | FACup+CdL       | 6+0             | 1+0             | UCL                | 8                  | 1                  | CS          | 1           | 1           | 45     | 12     |
| 2005-2006              | Arsenal                | PL                     | 26         | 5          | FACup+CdL       | 2+3             | 0+1             | UCL                | 12                 | 0                  | CS          | 1           | 0           | 44     | 6      |
| Totale Arsenal         | Totale Arsenal         | Totale Arsenal         | 69         | 16         |                 | 15              | 4               |                    | 24                 | 2                  |             | 2           | 1           | 110    | 23     |
| 2006-2007              | Real Madrid            | PD                     | 30         | 6          | CR              | 4               | 0               | UCL                | 4                  | 1                  | -           | -           | -           | 38     | 7      |
| 2007-2008              | Atlético Madrid        | PD                     | 26         | 0          | CR              | 5               | 0               | CU                 | 6                  | 0                  | -           | -           | -           | 37     | 0      |
| 2008-2009              | Benfica                | PL                     | 24         | 4          | CP+CdL          | 2+4             | 0+1             | CU                 | 5                  | 1                  | -           | -           | -           | 35     | 6      |
| 2009-2010              | Atlético Madrid        | PD                     | 30         | 2          | CR              | 9               | 1               | UCL+UEL            | 6+8                | 0+1                | -           | -           | -           | 53     | 4      |
| 2010-2011              | Atlético Madrid        | PD                     | 34         | 6          | CR              | 5               | 0               | UEL                | 4                  | 0                  | SU          | 1           | 1           | 44     | 7      |
| 2011-gen. 2012         | Atlético Madrid        | PD                     | 13         | 0          | CR              | 0               | 0               | UEL                | 7                  | 3                  | -           | -           | -           | 20     | 3      |
| Totale Atlético Madrid | Totale Atlético Madrid | Totale Atlético Madrid | 103        | 8          |                 | 19              | 1               |                    | 31                 | 4                  |             | 1           | 1           | 154    | 14     |
| gen.-giu. 2012         | Siviglia               | PD                     | 19         | 1          | CR              | 1               | 0               | EL                 | 0                  | 0                  | -           | -           | -           | 20     | 1      |
| 2012-2013              | Siviglia               | PD                     | 26         | 4          | CR              | 6               | 0               | -                  | -                  | -                  | -           | -           | -           | 32     | 4      |
| 2013-2014              | Siviglia               | PD                     | 21         | 0          | CR              | 1               | 0               | UEL                | 11+1               | 2+0                | -           | -           | -           | 34     | 2      |
| 2014-2015              | Siviglia               | PD                     | 19         | 3          | CR              | 4               | 1               | UEL                | 13                 | 1                  | SU          | 1           | 0           | 37     | 5      |
| 2015-2016              | Siviglia               | PD                     | 24         | 1          | CR              | 5               | 2               | UCL+UEL            | 2+2                | 0                  | SU          | 1           | 1           | 34     | 4      |
| Totale Siviglia        | Totale Siviglia        | Totale Siviglia        | 195        | 31         |                 | 27              | 6               |                    | 29                 | 3                  |             | 2           | 1           | 253    | 41     |
| 2016-2017              | Espanyol               | PD                     | 21         | 3          | CR              | 2               | 1               | -                  | -                  | -                  | -           | -           | -           | 23     | 4      |
| feb.-giu. 2018         | Cordoba                | SD                     | 17         | 1          | CR              | 0               | 0               | -                  | -                  | -                  | -           | -           | -           | 17     | 1      |
| lug.-dic. 2018         | Tianshan Leopard       | CLO                    | 14         | 4          | CC              | 0               | 0               | -                  | -                  | -                  | -           | -           | -           | 14     | 4      |
| feb.-giu. 2019         | Extremadura            | SD                     | 9          | 0          | CR              | 0               | 0               | -                  | -                  | -                  | -           | -           | -           | 9      | 0      |
| Totale carriera        | Totale carriera        | Totale carriera        | 514        | 74         |                 | 73              | 13              |                    | 93                 | 11                 |             | 5           | 3           | 685    | 101    |

### Cronologia presenze e reti in nazionale
| Cronologia completa delle presenze e delle reti in nazionale ― Spagna | Cronologia completa delle presenze e delle reti in nazionale ― Spagna | Cronologia completa delle presenze e delle reti in nazionale ― Spagna | Cronologia completa delle presenze e delle reti in nazionale ― Spagna | Cronologia completa delle presenze e delle reti in nazionale ― Spagna | Cronologia completa delle presenze e delle reti in nazionale ― Spagna | Cronologia completa delle presenze e delle reti in nazionale ― Spagna | Cronologia completa delle presenze e delle reti in nazionale ― Spagna |
| Data                                                                  | Città                                                                 | In casa                                                               | Risultato                                                             | Ospiti                                                                | Competizione                                                          | Reti                                                                  | Note                                                                  |
| --------------------------------------------------------------------- | --------------------------------------------------------------------- | --------------------------------------------------------------------- | --------------------------------------------------------------------- | --------------------------------------------------------------------- | --------------------------------------------------------------------- | --------------------------------------------------------------------- | --------------------------------------------------------------------- |
| 6-9-2003                                                              | Guimarães                                                             | Portogallo                                                            | 0 – 3                                                                 | Spagna                                                                | Amichevole                                                            | -                                                                     | 46’                                                                   |
| 10-9-2003                                                             | Elche                                                                 | Spagna                                                                | 2 – 1                                                                 | Ucraina                                                               | Qual. Euro 2004                                                       | -                                                                     | 65’                                                                   |
| 11-10-2003                                                            | Erevan                                                                | Armenia                                                               | 0 – 4                                                                 | Spagna                                                                | Qual. Euro 2004                                                       | 2                                                                     | 60’                                                                   |
| 15-11-2003                                                            | Valencia                                                              | Spagna                                                                | 2 – 1                                                                 | Norvegia                                                              | Qual. Euro 2004                                                       | -                                                                     | 78’                                                                   |
| 18-8-2004                                                             | Las Palmas                                                            | Spagna                                                                | 3 – 2                                                                 | Venezuela                                                             | Amichevole                                                            | -                                                                     | 46’                                                                   |
| 3-9-2004                                                              | Valencia                                                              | Spagna                                                                | 1 – 1                                                                 | Scozia                                                                | Amichevole                                                            | -                                                                     |                                                                       |
| 8-9-2004                                                              | Zenica                                                                | Bosnia ed Erzegovina                                                  | 1 – 1                                                                 | Spagna                                                                | Qual. Mondiali 2006                                                   | -                                                                     |                                                                       |
| 9-10-2004                                                             | Santander                                                             | Spagna                                                                | 2 – 0                                                                 | Belgio                                                                | Qual. Mondiali 2006                                                   | -                                                                     |                                                                       |
| 13-10-2004                                                            | Vilnius                                                               | Lituania                                                              | 1 – 1                                                                 | Spagna                                                                | Qual. Mondiali 2006                                                   | -                                                                     | 65’                                                                   |
| 17-11-2004                                                            | Madrid                                                                | Spagna                                                                | 1 – 0                                                                 | Inghilterra                                                           | Amichevole                                                            | -                                                                     | 58’                                                                   |
| 26-3-2005                                                             | Salamanca                                                             | Spagna                                                                | 3 – 0                                                                 | Cina                                                                  | Amichevole                                                            | -                                                                     | 46’ 76’                                                               |
| 30-3-2005                                                             | Belgrado                                                              | Serbia e Montenegro                                                   | 0 – 0                                                                 | Spagna                                                                | Qual. Mondiali 2006                                                   | -                                                                     | 62’                                                                   |
| 8-10-2005                                                             | Bruxelles                                                             | Belgio                                                                | 0 – 2                                                                 | Spagna                                                                | Qual. Mondiali 2006                                                   | -                                                                     | 55’                                                                   |
| 12-10-2005                                                            | Serravalle                                                            | San Marino                                                            | 0 – 6                                                                 | Spagna                                                                | Qual. Mondiali 2006                                                   | -                                                                     | 41’ 68’                                                               |
| 12-11-2005                                                            | Madrid                                                                | Spagna                                                                | 5 – 1                                                                 | Slovacchia                                                            | Qual. Mondiali 2006                                                   | -                                                                     | 55’                                                                   |
| 1-3-2006                                                              | Valladolid                                                            | Spagna                                                                | 3 – 2                                                                 | Costa d'Avorio                                                        | Amichevole                                                            | 1                                                                     | 66’                                                                   |
| 27-5-2006                                                             | Albacete                                                              | Spagna                                                                | 0 – 0                                                                 | Russia                                                                | Amichevole                                                            | -                                                                     | 60’                                                                   |
| 3-6-2006                                                              | Elche                                                                 | Spagna                                                                | 2 – 0                                                                 | Egitto                                                                | Amichevole                                                            | 1                                                                     | 46’                                                                   |
| 7-6-2006                                                              | Ginevra                                                               | Croazia                                                               | 1 – 2                                                                 | Spagna                                                                | Amichevole                                                            | -                                                                     | 46’                                                                   |
| 23-6-2006                                                             | Kaiserslautern                                                        | Arabia Saudita                                                        | 0 – 1                                                                 | Spagna                                                                | Mondiali 2006 - 1º turno                                              | -                                                                     | 35’ 70’                                                               |
| 15-8-2006                                                             | Reykjavík                                                             | Islanda                                                               | 0 – 0                                                                 | Spagna                                                                | Amichevole                                                            | -                                                                     | 46’                                                                   |
| Totale                                                                |                                                                       | Presenze                                                              | 21                                                                    |                                                                       | Reti                                                                  | 4                                                                     |                                                                       |

## Palmarès

### Club

#### Competizioni nazionali
- Campionato inglese: 1

Arsenal: 2003-2004
- Community Shield: 1

Arsenal: 2004
- Coppa d'Inghilterra: 1

Arsenal: 2004-2005
- Campionato spagnolo: 1

Real Madrid: 2006-2007
- Coppa di Lega portoghese: 1

Benfica: 2008-2009

#### Competizioni internazionali
- UEFA Europa League: 5  (record)

Atlético Madrid: 2009-2010, 2011-2012
Siviglia: 2013-2014, 2014-2015, 2015-2016
- Supercoppa UEFA: 1

Atlético Madrid: 2010

### Nazionale
- Campionato d'Europa Under-19: 1

2002

### Individuale
- Miglior giocatore della Supercoppa UEFA: 1

2010